# Louis II de Bavière (1502-1532)
Pour les articles homonymes, voir Louis II.
Ne doit pas être confondu avec Louis II de Bavière (1229-1294) ou Louis II de Bavière (1845-1886).
Louis II de Bavière, né en 1502, décédé en 1532, Il fut duc palatin des Deux-Ponts de 1514 à 1532.

## Biographie
Il est le fils d'Alexandre de Bavière et de Marguerite de Hohenlohe.
Louis II de Bavière épousa en 1525 Élisabeth de Hesse, fille du Landgrave Guillaume Ier de Hesse.
Deux enfants sont issus de cette union :
- Wolfgang de Bavière
- Christine de Bavière (morte en 1534)

Louis II de Bavière figure parmi les ascendants des rois de Bavière et d'Élisabeth de Wittelsbach.